# Palacio de Rambouillet
El palacio o castillo de Rambouillet (del francés: Château de Rambouillet) fue adquirido por el caballero Jehan Bernier el 6 de mayo de 1368. En aquella época, el edificio era un manoir hébergement, es decir una casa señorial no fortificada que Bernier reconstruyó en una fortaleza.  En 1375, Jehan Bernier fue nombrado uno de tres reformadores forestales de la zona (generaulz et souverains reformateurs sur le fait des eaues et forés) por Carlos V. Cuando murió en 1384, su hijo Guillaume vendió la fortaleza a Regnault d'Angennes. La fortaleza permaneció en la familia d'Angennes durante tres siglos, hasta 1699. 
Al principio del siglo XVIII, el castillo de Rambouillet fue comprado por el conde de Toulouse, uno de los hijos legitimados de Luis XIV y de Madame de Montespan. En 1783, la fortaleza se convirtió en propiedad de Luis XVI. 
Después de la Revolución francesa el castillo de Rambouillet pasó a ser propiedad del gobierno francés, no pasando jamás a manos privadas. 

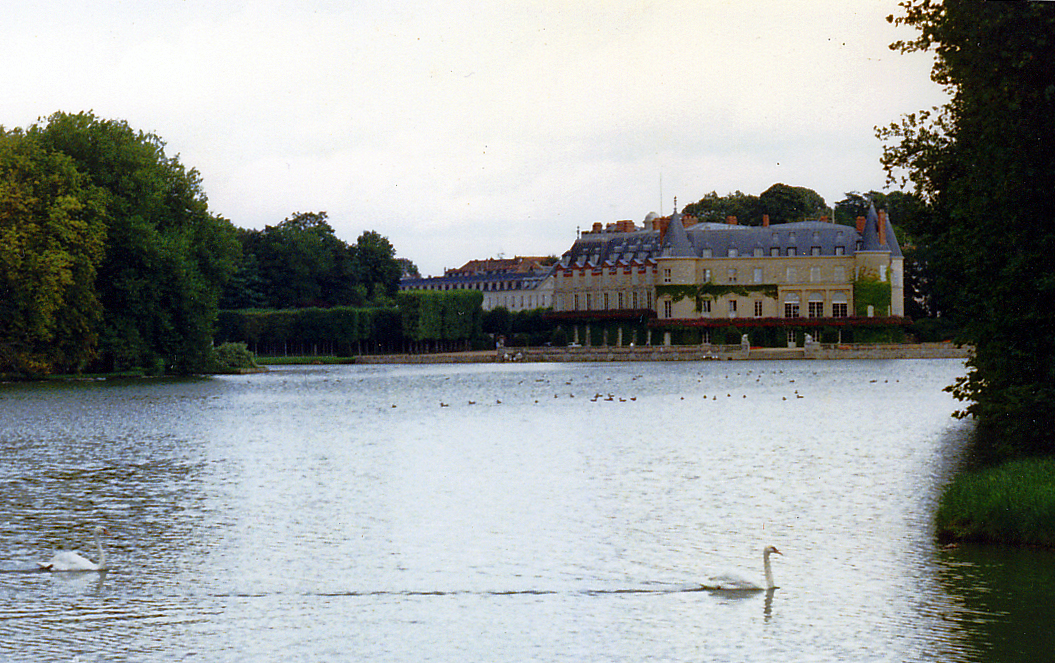
Rambouillet rodeado de agua.

Hoy es una sede de representación del Presidente de la República francesa. El primer presidente que usó el palacio fue Jules Grévy, para reuniones con huéspedes importantes, manteniéndose en el poder de 1879 a 1887.
El 23 de febrero de 1896, el entonces presidente Félix Faure decide pasar todos los años el verano en Rambouillet. Desde entonces, ha sido la residencia veraniega del Presidente de la República.
En el mes de noviembre de 1975, el presidente Valéry Giscard d'Estaing reúne a los jefes de gobierno de los seis países más industrializados precisamente en el palacio de Rambouillet. Esa fue la primera reunión del G-7 (entonces 6). Los presentes fueron: Gerald Ford, Harold Wilson, Aldo Moro, Takeo Miki, Helmut Schmidt y Pierre Trudeau.
En consecuencia, durante el mes de febrero de 1999 fue el escenario de la negociación sobre Kosovo.
Durante su historia, Rambouillet siempre ha sido uno de los lugares favoritos de caza de los reyes de Francia y más tarde de los presidentes de la República. Las cazas presidenciales fueron terminadas en 1995, por el presidente Jacques Chirac.  